# جوزپه جنکو روسو
جوزپه جنکو روسو (۲۶ ژانویه ۱۸۹۳ - ۱۸ مارس ۱۹۷۶) رئیس مافیای سیسیلی اهل موسوملی در استان کالتانیستای سیسیل بود. جنکو روسو که با نام "زی پپی جنکو" نیز شناخته می‌شد، یک اوباش نیمه‌باسواد، حیله‌گر و بی‌تربیت بود که روابط سیاسی ممتازی داشت.
او مردی عامی بود که عادت داشت بدون توجه به حاضرین روی زمین تف کند، با این حال عکس‌های متعددی از او در کنار اسقف‌ها، بانکداران، کارمندان دولت و سیاستمداران وجود دارد.  او به عنوان داور سیاست‌های مافیا شناخته می‌شد و جانشین کالیجرا ویتزینی محسوب می‌گشت که در سال ۱۹۵۴ درگذشته بود. جنکو روسو با وجود ثروت و موقعیت سیاسی به عنوان عضو حزب دموکراسی مسیحی (DC)، همچنان الاغش را در خانه نگه می‌داشت و توالت خارج از خانه داشت - فقط یک سوراخ در زمین با یک سنگ به جای نشیمنگاه، بدون دیوار یا در، همانطور که تومازو بوشتا، عضو جداشده مافیا، توصیف کرده است.
مافیوزهای سنتی مانند جنکو روسو و کالیجرا ویتزینی - روسای مافیای سیسیل در فاصله بین دو جنگ جهانی تا دهه‌های ۱۹۵۰ و ۱۹۶۰ - نمونه‌های اولیه "مردان شرافت" در دوران گذشته بودند. آنها به عنوان واسطه‌های اجتماعی و حافظان نظم و صلح عمل می‌کردند. اگرچه آنها در مرحله اول حرفه‌شان از خشونت برای تثبیت موقعیت خود استفاده می‌کردند، اما در مرحله دوم به کارگیری خشونت را محدود کردند. آنها به منابع درآمد عمدتاً قانونی روی آوردند و قدرت خود را به شیوه‌ای آشکار و مشروع اعمال کردند و به "مردان نظم" تبدیل شدند.

## سال‌های اولیه
جنکو روسو در ۲۶ ژانویه ۱۸۹۳ در موسوملی سیسیل در خانواده‌ای بسیار فقیر به دنیا آمد. پدرش کشاورزی ساده بود. هم‌روستایی‌هایش می‌گفتند زمانی گدایی می‌کرد. در جوانی مجبور شد به عنوان چوپان بز در ملک بزرگ پولیتزلو متعلق به خانواده اشرافی لانزا برانسیفورتی کار کند.
حرفه جنایی خود را از نوجوانی با راهزنی، دزدی احشام و گوسفندان آغاز کرد. طی دهه‌های ۱۹۲۰ تا ۱۹۴۰ با اعمال خشونت، جایگاه خود را به عنوان مافیوز یا "مرد شرافت" - آنگونه که در مافیا نامیده می‌شود - تثبیت کرد.
بین سال‌های ۱۹۱۸ تا ۱۹۲۲ در ارتش خدمت کرد و سابقه "رفتار یاغی‌گرانه و بی‌تابی در برابر انضباط" از خود به جای گذاشت. در گزارش ۱۹۲۷ رئیس پلیس کالتانیستتا، او را "مافیوزی که از هیچ به موقعیت مالی قابل احترامی دست یافته" توصیف کردند که روستاییان از او می‌ترسیدند.
در ۱۹۲۹ با دختری از همان منطقه ازدواج کرد. چهار سال بعد اولین پسرش وینچنزو به دنیا آمد. پدرخوانده تعمید، مافیوز همکارش کالیجرا ویتزینی بود که در سال ۱۹۵۰ همراه با روزاریو لانزا، رئیس مجلس منطقه‌ای سیسیل، شاهد ازدواج وینچنزو نیز شد.
تا سال ۱۹۳۴ رسماً مالک زمین‌های قابل توجهی نبود. به عنوان سرایدار و مستأجر (گابلوتو)، بخشی از یک ملک را کنترل می‌کرد و در تعاونی که مالک بخش دیگری بود شریک بود. از طریق تهدید و ارعاب بر تعاونی تسلط داشت، در حالی که خود همچنان به عنوان کارگر در مزارع کار می‌کرد.

## دستگیری‌ها و تبرئه‌ها
در دوران حکومت فاشیست‌ها در ایتالیا، زمانی که مقامات اقدام به سرکوب مافیا کردند، جنکو روسو بارها به اتهاماتی از جمله دزدی، اخاذی، عضویت در سازمان جنایی، ۱۱ مورد قتل و چندین مورد قتل ناموفق دستگیر شد. با یک استثنا، او به طور منظم به دلیل "عدم وجود شواهد کافی" تبرئه می‌شد - نشانه‌ای از یک مافیوز موفق که قدرت ترساندن شاهدان بالقوه و اعمال قانون سکوت (اومرتا) را داشت.  
در سال ۱۹۲۹، "چزاره موری"، فرماندار فاشیست، او را همراه با ۳۳۱ مافیوز دیگر در یک یورش گسترده دستگیر کرد.  
- در سال ۱۹۲۸ به دلیل عدم وجود شواهد کافی از اتهامات چهار فقره قتل، سرقت و اخاذی تبرئه شد.    
- در سال ۱۹۲۷ نیز از اتهام توطئه جنایی تبرئه گردید.  
- او به هفت سال زندان به اتهام عضویت در سازمان جنایی محکوم شد که بعداً به سه سال کاهش یافت.
- بین سال‌های ۱۹۳۴ تا ۱۹۳۸ تحت نظارت ویژه قرار داشت.  
در سال ۱۹۴۴، دادگاه به روسو حکم بازپروری اعطا کرد که به او اجازه می‌داد "یک پاکی اخلاقی و اجتماعی جدیدی بسازد و اعتباری کسب کند که حتی امکان فعالیت سیاسی را برایش فراهم کند."   

## تغییر از "مرد شرافت" به "مرد نظم"
از سال ۱۹۴۴ به بعد، جنکو روسو با هیچ اتهام جنایی دیگری مواجه نشد. پرونده‌های پلیس او را به عنوان "مرد نظم" توصیف می‌کردند. پس از تثبیت موقعیت، این مافیوز رفتار خود را از "مرد شرافت" به "مرد نظم" تغییر داد و وارد زندگی عمومی شد و به دنبال موقعیت سیاسی گشت.  
ادغام او در نخبگان قدرت به سرعت پیش رفت. پس از جنگ جهانی دوم، روسو کنترل دو ملک بزرگ را به دست گرفت، از جمله ملک پولیتزلو که روزی در آنجا بز چرانی می‌کرد. شاهزادگان لانزا برانسیفورتی او را به عنوان گابلوتو (ناظر) این ملک ۲۰۰۰ هکتاری منصوب کردند.  
روسو و ویتزینی در هر دو دوره پس از جنگ، تعاونی‌های کشاورزی تشکیل دادند تا از نفوذ احزاب چپ بکاهند، کنترل خود بر کشاورزان را حفظ کنند و دسترسی خود به زمین را تضمین نمایند. هنگام اجرای اصلاحات ارضی در ۱۹۵۰، مافیوزها در موقعیت سنتی واسطه‌گری بین کشاورزان، مالکان و دولت قرار گرفتند.  
در دهه ۱۹۴۰، روسو و پیروانش بانک پس‌انداز روستایی کاسا روئاله در موسوملی را کنترل می‌کردند و بخشی از دسترسی به بازار پول را در اختیار مافیا گذاشتند.  
یک کشاورز محلی به فعال اجتماعی دانیلو دولچی توضیح داد که چگونه شهرت روسو تغییر کرد:  
"او دائماً با کشیش‌ها در ارتباط است، کشیش‌ها به خانه‌اش می‌روند و او به بانک می‌رود - که همیشه تحت مدیریت کشیش‌هاست. مدیر بانک یک کشیش است و بانک همیشه امور کشیش‌ها بوده. معاشرت با این افراد او را تغییر داده و اکنون پلیس با او با احترام زیاد رفتار می‌کند. امروز لباس‌های بهتری می‌پوشد و مارشال به او دست می‌دهد، او را کاوالیره صدا می‌زند... در دوران انتخابات، با زاکانییی، وزیر، و لانزا، نماینده مجلس شام خوردند - این سه با هم - و سپس دست در دست هم بیرون آمدند."   

## فعالیت‌های پس از جنگ
سرکوب توسط مقامات فاشیست ایتالیا در نهایت به نفع روسو تمام شد. با سقوط رژیم موسولینی و اشغال سیسیل توسط متفقین در ژوئیه ۱۹۴۳ (عملیات هاسکی)، دولت نظامی متفقین (AMGOT) به دنبال شخصیت‌های ضد فاشیست برای جایگزینی مقامات سابق بود و جنکو روسو را به عنوان شهردار زادگاهش موسوملی منصوب کرد.  
ورود به عرصه سیاست:
- ابتدا از جنبش‌های جدایی‌طلب و سلطنت‌طلب حمایت کرد (در سال ۱۹۴۶ عنوان افتخاری "کاوالیره دللا کورونا دیتالیا" را دریافت نمود) 
- نهایتاً به حزب دموکراسی مسیحی (DC) پیوست 
- در انتخابات سرنوشت‌ساز ۱۹۴۸ در کنار سیاستمداران ارشد DC حضور داشت
- در سال ۱۹۵۰ در مراسم ازدواج پسرش، کالو ویتزینی و رئیس مجلس منطقه‌ای سیسیل از حزب DC به عنوان شاهد حضور داشتند 
- در دهه ۱۹۶۰ به عنوان رهبر محلی DC و عضو شورای شهر فعالیت کرد 
- در سال ۱۹۶۲ پس از افشاگری‌های مطبوعاتی مجبور به کناره‌گیری شد  
خودانگاره یک مافیوز:
روسو در توصیف نقش خود به فعال اجتماعی دانیلو دولچی گفت:    
"این ذات من است. اگر بتوانم به کسی کمک کنم، بدون چشم‌داشت این کار را می‌کنم... نمی‌توانم به کسی «نه» بگویم. مردم می‌آیند و می‌پرسند چگونه رأی دهند، چون نیاز به راهنمایی دارند. می‌خواهند با رأی خود از کسانی که برایشان زحمت کشیده‌اند تشکر کنند، اما نمی‌دانند چگونه."  
این گفتگو تصویری از خودانگاره مافیوزها در مرحله دوم فعالیتشان ارائه می‌دهد: نه به عنوان جنایتکار، بلکه به عنوان نیکوکار عمومی.   

## جانشین کالیجرا ویتزینی
با مرگ کالیجرا ویتزینی در سال ۱۹۵۴، جنکو روسو به عنوان جانشین او شناخته شد. حضور روسو در سمت راست تابوت ویتزینی - نشانه سنتی جانشینی در مافیا - این موضوع را تأیید می‌کرد. اگرچه رسانه‌ها از هر دو با عنوان "رئیس روسا" (کاپو دی توتتی کاپی) یاد می‌کردند، اما چنین مقامی در ساختار غیرمتمرکز مافیا وجود خارجی نداشت.
- طبق گفته آنتونیو کالدرونه (عضو جدا شده مافیا)، روسو هرگز رئیس واقعی کوزا نوسترا نبود  
- محبوبیت روسو در میان دیگر مافیوزها چندان مطلوب نبود، چرا که مانند ویتزینی بیش از حد خود را در معرض دید قرار می‌داد و مصاحبه می‌کرد 
- در اجلاس مهم هتل گراند اِ دِ پالم (اکتبر ۱۹۵۷) میان سران مافیای آمریکا و سیسیل حضور داشت
دستگیری و محاکمه:
- در پی جنگ اول مافیا (۱۹۶۳-۱۹۶۲) و کشتار چیاکولی، در ۶ فوریه ۱۹۶۴ خود را تسلیم کرد  
- ارتباطات سیاسی گسترده او با شخصیت‌هایی چون کالیجرا وولپه و آنتونیو پیترو گولوتتی (وزیر آینده کارهای عمومی) توسط کمیسیون ضد مافیا ثبت شد  
- در دادگاه با ارائه طومارهایی از سیاستمداران، کشیش‌ها و  تاجران حاضر به شهادت به نفع او شدند  
- وکیل او تهدید به انتشار تلگراف‌های ۳۷ نماینده حزب DC کرد
- در نهایت به پنج سال تبعید به لووره (نزدیک برگامو) محکوم شد.
روسو نماد گذار مافیا از ساختار سنتی به مدرن بود؛ با وجود حفظ ظاهر مردمی، ماهیت جنایی سازمان را پنهان نمی‌کرد.

## زوال و مرگ
کناره‌گیری اجباری از شورای شهر موسوملی، دستگیری و سال‌های تبعید، قدرت جنکو روسو را کاهش داد. نسلی جدید از مافیوزها در حال ظهور بودند. روسو نماینده مافیای سنتی روستایی بود، در حالی که نسل جدید به فعالیت‌های تجاری مانند قاچاق سیگار و مواد مخدر روی آوردند.
روسو هرگز "رئیس الروسا" نبود. نفوذ او محدود به سطح محلی بود. حضور او در اجلاس 1957 هتل گراند اِ دِ پالم احتمالاً به دلیل ارتباط فامیلی با سانتو سورجه بود. سایر روسای مافیا از توجه رسانه‌ای زیاد او ناراضی بودند.
در 1972 به موسوملی بازگشت. یک روزنامه‌نگار او را در شرایطی نزار توصیف کرد. روسو وجود مافیا را انکار می‌کرد: "مافیا در سیسیل؟ اصلاً وجود ندارد!"
جنکو روسو در مارس 1976 در 83 سالگی بر اثر آمفیزم ریوی درگذشت. در زمان مرگ، 147000 هکتار زمین در اختیار داشت. کمیسیون ضد مافیا او را "نمونه بارز یک رئیس مافیای سیسیلی" خواند. 